# Дельзон, Алексис Жозеф
Алексис Жозеф Дельзон (фр. Alexis Joseph Delzons; 1775—1812) — французский военный деятель, дивизионный генерал (1811 год), барон (1808 год), участник революционных и наполеоновских войн. Имя генерала выбито на Триумфальной арке в Париже.

## Биография
Родился в семье судебного чиновника и политика Антуана Дельзона (фр. Antoine Delzons; 1743—1816) и его супруги Мари Эбрар (фр. Marie Anne Crispine Hébrard; 1747—1826). Военная служба Алексиса началась 30 июня 1791 года, когда он в 16-летнем возрасте записался добровольцем в национальную гвардию Орийака. 8 июля 1792 года был избран лейтенантом гренадеров 1-го батальона волонтёров Канталя. 1792—93 годы провёл, сражаясь под знамёнами Армии Восточных Пиренеев. Позднее стал старшим аджюданом своего батальона под началом Ланна. 15 октября 1793 года был избран капитаном и возглавил роту гренадер в батальоне.
21 сентября 1794 года Алексис отличился в бою при Жонкьере и там же получил своё первое ранение (пулевое в левое бедро). С ноября 1794 года участвовал в осаде каталонского городка Росас, который хотя и капитулировал перед французами 3 февраля 1795 года, но, в конечном итоге, был возвращён испанцам по условиям Базельского мирного договора 22 июля 1795 года.
17 июня 1795 года его батальон влился в состав 8-й полубригады лёгкой пехоты (с 1 июня 1796 года — 4-я полубригада). После окончания боёв на Пиренеях, полубригада была отправлена на Аппенины и включена в состав Итальянской армии Бонапарта. 12 апреля 1796 года бесстрашный капитан во главе своей роты захватил вражеский редут в сражении у Монтенотте, 14 апреля овладел австрийской батареей в бою у Дего и был ранен пулей в мошонку в тот самый момент, когда хотел взять в плен пьемонтского офицера, командовавшего этим постом. Исцелившись от раны,10 мая под огнём неприятельской артиллерии форсировал Адду по мосту в Лоди. 30 мая он был одним из храбрецов, переправившихся через Минчо и уничтоживших австрийские понтоны у Боргетто. По поручению Жубера Дельзон отвечал за разведку на перевале Кампедо. Там он застиг врасплох и взял в плен весь занимавший его отряд, разрушил его сооружения и вернулся в лагерь Монте-Корона, потеряв лишь несколько человек. Генерал Массена, решив через несколько дней самостоятельно провести разведку на перевале Кампедо, поручил Дельзону командовать ротой, составившей голову колонны. Когда в августе Массена отступил из Монте-Короны в Риволи, Дельзон был отдан под командование начальника бригады Дестена, который командовал четырьмя полубригадами, ответственными за защиту отступления. Во время осады Мантуи, 14 сентября был схвачен солдатами противника, но уже через два дня, в результате состоявшегося обмена пленными, вернулся в расположение своей части. 17 ноября в бою у Риволи его рота в одиночку выдержала мощную атаку австрийского полка, а сам Алексис был ранен пулей в левое плечо. 21 декабря 1796 года был произведён главкомом армии в командиры батальона. 14 января 1797 года был ранен пулей в правую руку.
В ходе Египетской экспедиции Наполеона Бонапарта, Дельзон участвовал во взятии Александрии 2 июля 1798 года. Отличился в битве у Пирамид 21 июля 1798 года, где он захватил окопы Эмбабеха и прямо на поле боя был произведён в полковники и назначен командиром 4-й полубригады лёгкой пехоты. В 23 года стал одним из самых молодых полковников французской армии.
7 ноября 1799 года в Розетте женился на Жюли Варси (фр. Anne Julie Varsy; 1784—1857), от которой имел четверых детей:
- сын Александр (фр. Alexis Alexandre Delzons; 1800—1859),
- сын Антуан (фр. Antoine Napoléon Auguste Delzons; 1803—1849),
- сын Шарль (фр. Charles César Adolphe Delzons; 1804—1882),
- дочь Ортанс (фр. Hortense Delzons; 1812—1813)[4].

Похвала генерала Бона за его храбрость и услуги, которые он продолжал оказывать Восточной армии, принесли ему 27 мая 1801 года звание бригадного генерала. Дельзон выступил против капитуляции Александрии.
После возвращения во Францию занял 29 марта 1802 года пост командующего департамента Канталь в 19-м военном округе. 1 февраля 1804 года возглавил 1-ю бригаду 2-й пехотной дивизии в лагере Утрехт. 29 августа 1805 года его дивизия стала частью 2-го армейского корпуса Великой Армии. Принимал участие в Австрийской кампании 1805 года. В 1806-07 годах с дивизией действовал в составе Армии Далмации. Когда генерал Лористон был осаждён в Рагузе русскими и черногорцами, генерал Молитор поставил Дельзона во главе авангарда, который сумел разгромить врага, захватить лагерь и батареи, и снял осаду с Рагузы. Вскоре Дельзон вошёл в город, где получил от генерала Лористона самый лестный приём.
По-настоящему отличиться Дельзон сумел лишь во время новой войны с Австрией в 1809 году. Его бригада была включена в состав корпуса генерала Мармона, сражавшегося в Далмации и прикрывавшего правый фланг Армии Германии. На военном совете, собранном генералом Мармоном, Дельзон предложил начать своё движение и войти в Хорватию. Победа, одержанная у горы Кита 19 мая 1809 года, во многом была заслугой Дельзона; и Мармон в докладе Наполеону сказал, что этот генерал оказал мощное влияние на достигнутые успехи. 29 числа того же месяца Дельзон был ранен выстрелом в голову в бою при Отточаце, и тем не менее продолжил командовать своей бригадой. 5 июля в сражении при Ваграме потерял двух коней, убитых под ним. Солдаты Алексиса  внесли решающий вклад в победу над арьергардом армии эрцгерцога Карла при Цнайме, ставшую возможной благодаря предложенной Дельзоном (в ходе одного из военных советов) идее тактического манёвра, нацеленного на уничтожение отступавших австрийских войск. В ходе боя Дельзон вновь был ранен пулей в левую руку.
После подписания Шёнбруннского мира Дельзон занимал административные должности в Иллирийских провинциях (в Карловаце), которые ему было поручено реорганизовать по старой австрийской системе, сделавшей эту провинцию военной колонией. 12 февраля 1811 года был назначен временным командующим Иллирийской армии до прибытия Бертрана, генерал-губернатора этого региона.
15 февраля 1811 года стал дивизионным генералом, после чего Дельзону было поручено командование первым военным округом Иллирийских провинций, состоящего из Исирии, Карниолы, Каринтии, Хорватии и острова залива Карнеро.
19 апреля 1811 года возглавил 13-ю пехотную дивизию, которая находилась в распоряжении вице-короля Италии Богарне, которому могущественный отчим поручил сформировать корпус для похода на Россию. После перехода через Неман, солдаты Дельзона неоднократно демонстрировали свою храбрость, заслужив уважение и восхищение самого Императора. Так было в бою под Островно, где 13-я дивизия поддерживала атаки конницы Мюрата против каре графа Остермана-Толстого.
7 сентября в 6 часов утра именно стрелки Дельзона выбили егерей полковника Бистрома из села Бородино на левом фланге французской армии, дав, таким образом, сигнал к началу самой кровопролитной битвы эпохи наполеоновских войн. Проявленные им активность и храбрость не позволили русским обойти крайний левый фланг Великой Армии. Во время оккупации Москвы он 5 октября двинулся к Друитрову, а 10-го расположил свой авангард на Клинской дороге.
18 октября, когда Великая Армия начала отступление, 4-й корпус по приказу вице-короля направился к Бровскому, а Дельзон был отведён к Малоярославцу, одному из пунктов, через который предполагалось, что противник будет стремиться беспокоить французскую армию. Генералу было приказано не вступать в бой, если противник силён, а попытаться помешать ему, захватив переправы через Лужи, омывающей подножье холма, на котором стоит Малоярославец. 23 октября дивизия, следовавшая в авангарде 4-го корпуса, обнаружила, что мосты через Лужу были уничтожены распоряжением местных властей. После трёхчасовой работы мост был восстановлен и вечером 23 октября Дельзон разместил в городе два своих батальона, которые, оттеснив противника со склонов холма, заняли несколько домов за пределами города. Именно они утром следующего дня первыми приняли на себя весь удар 2-х русских егерских полков, которые вскоре оттеснили батальоны к остальной дивизии. Евгений Богарне, подтянув к Малоярославцу остальные дивизии своего корпуса, приказал Дельзону отбить у неприятеля потерянные позиции. Видя некоторое колебание в своих войсках генерал обратился к 84-му полку: «За мной. Через мгновение мы вернём утраченные позиции». Возглавив 1-ю бригаду (8-й лёгкий, 1-й хорватский и легендарный 84-й линейный полк), вместе с генералом Серраном Алексис устремился в гущу боя. Очень скоро французы сумели очистить западную часть Малоярославца от русских. Всё это время Дельзон находился впереди своих солдат. Его шляпа и отделанный золотом мундир превращали его в отличную мишень для вражеских стрелков. Во время стычки на городском кладбище отважный генерал, увлекая вперёд своих замешкавшихся под шквальным огнём противника воинов, получил три пулевых ранения: два в правый бок и одно в лоб, которое оказалось смертельным. Его адъютант, Бенуа Дельзон (фр. Benoît Delzons; 1787—1812), попытавшийся накрыть своим телом павшего старшего брата, разделил его печальную участь. Наступление французов было остановлено, и они обратились в бегство. Только своевременное прибытие генерала Гийемино помогло восстановить порядок и вернуть запаниковавших солдат в строй.

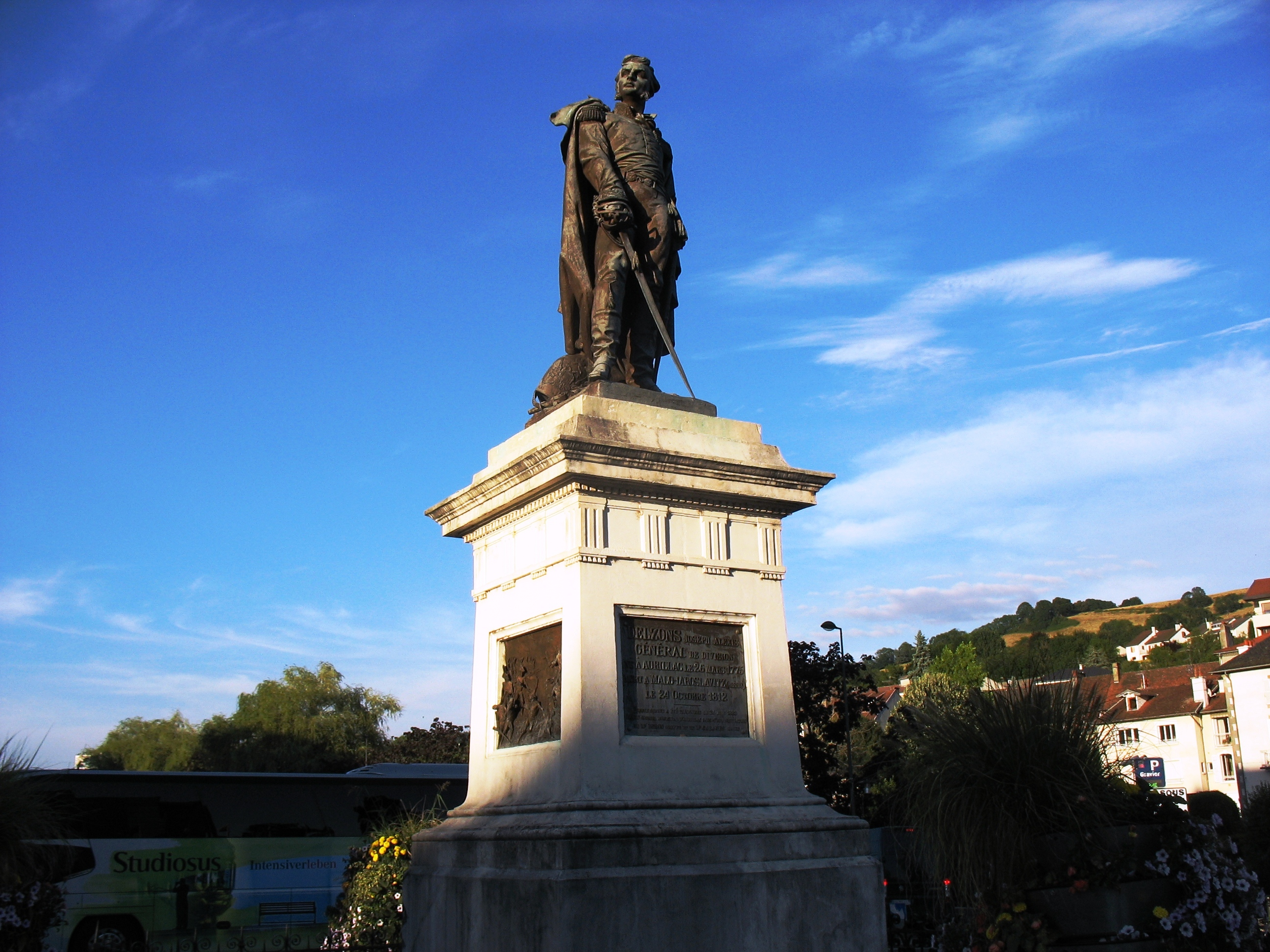
Памятник Дельзону в Орийаке, Овернь, Франция

Тела Алексиса и Бенуа были вынесены 92-м полком и на следующий день захоронены на поле брани. В родном Орийаке герою великой эпохи был воздвигнут памятник, торжественно открытый генералом Жоржем Буланже и знаменитым химиком Луи Пастером.

## Воинские звания
- Солдат (30 июня 1791 года);
- Лейтенант (8 июля 1792 года);
- Капитан (15 октября 1793 года);
- Командир батальона (21 декабря 1796 года);
- Полковник (21 июля 1798 года);
- Бригадный генерал (27 апреля 1801 года, утверждён в чине 30 ноября 1801 года);
- Дивизионный генерал (15 февраля 1811 года).

## Титулы
- Барон Дельзон и Империи (фр. baron Delzons et de l'Empire; декрет от 19 марта 1808 года, патент подтверждён 2 июля 1808 года, Байонна)[6][7].

## Награды
Легионер ордена Почётного легиона (11 декабря 1803 года)
 Командан ордена Почётного легиона (14 июня 1804 года)
 Кавалер ордена Железной короны (23 декабря 1807 года)
 Командор ордена Железной короны (16 октября 1812 года)